# Вальдмор
Вальдмор (нім. Waldmohr) — громада в Німеччині, розташована в землі Рейнланд-Пфальц. Входить до складу району Кузель. Центр об'єднання громад Вальдмор.
Площа — 13,07 км2. Населення становить 5111 ос. (станом на 31 грудня 2020).